# 光明興業

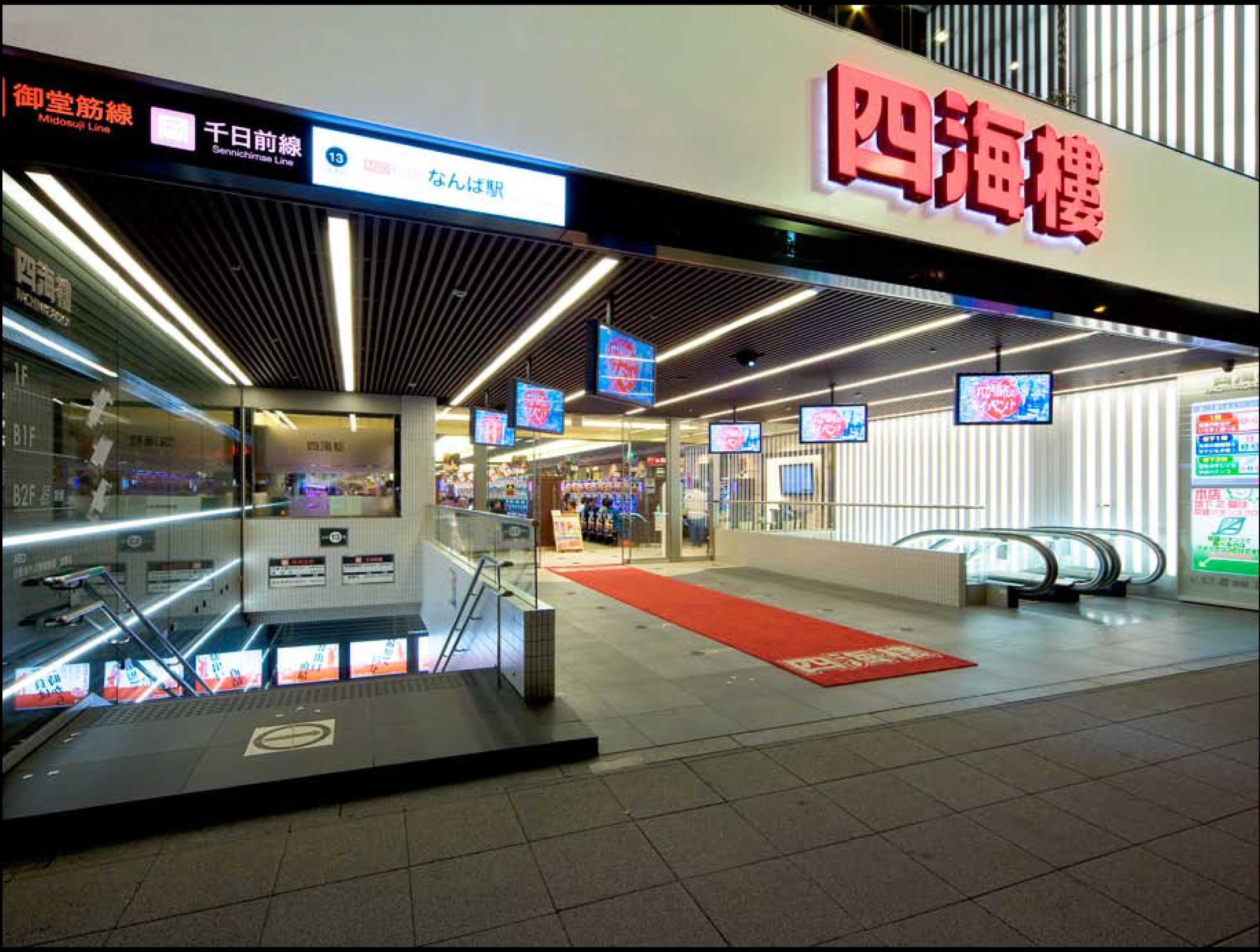
四海樓本店店頭

「四海樓（しかいろう）」は大阪府大阪市中央区（ミナミ）に本社を置く光明興業株式会社（こうめいこうぎょう）が経営するパチンコチェーン店。全国初の女性専門店『四海樓レディース』や完全禁煙店『四海樓本店B2F』、ペアシート専門店『Pair Style』。また会員システムや各台係数システムの導入などの新しい店舗開発を行った。光明興業株式会社は遊技業以外で飲食店や貸し会議室、サービスエリア、ホテル、脱出ゲーム施設等を経営する企業である。

## 概要
- 1945年（昭和20年）11月　大阪市内難波に中華料理店『四海樓』を開店
- 1953年（昭和28年）11月　パチンコ店業態変更。パチンコ四海樓を開店
- 1967年（昭和42年）3月　四海樓道頓堀店　開店
- 1981年（昭和56年）9月　四海樓法善寺店　開店
- 1983年（昭和58年）10月　四海樓江坂店　開店
- 1984年（昭和59年）11月　四海樓梅田店　開店
- 1986年（昭和61年）9月　四海樓梅田PART2店　開店
- 1986年（昭和61年）12月　四海樓おくちょー店　開店
- 1988年（昭和63年）12月　光明興業本社ビル（難波御堂筋ビル）完成、四海樓本店のリニューアルと共にEX ナンバ店、ガジェット、光明健康倶楽部、カフェ・ド・ラ・ペ開店
- 1990年（平成2年）7月　関西初のスロット専門店　ジンラミィ　開店
- 1991年（平成3年）12月　アネックス四海樓　開店
- 1993年（平成5年）12月　四海樓千日前店　開店
- 1995年（平成7年）11月　関西初の禁煙店　四海樓アネックス店　開店
- 1992年（平成4年）8月　　四海樓昭和町　開店
- 1997年（平成9年）12月　四海樓南海通店　開店
- 1998年（平成10年）5月　スロットシアター四海樓　開店
- 1998年（平成10年）11月　梅田のショッピング施設『HEP FIVE』の館内に四海樓HEP店　開店
- 2003年（平成15年）12月　スロットステージ四海樓　開店
- 2004年（平成16年）6月　全国初の女性専門店『四海樓レディース』　開店
- 2005年（平成17年）10月　四海樓九条店　開店
- 2006年（平成18年）5月　カフェとコラボしたスロット専門店　air四海樓　開店
- 2006年（平成18年）12月　我孫子に四海樓アタリヤ店　開店
- 2007年（平成19年）2月　布施に四海樓シルバー店　開店
- 2008年（平成20年）9月　難波御堂筋ホール開業
- 2009年（平成21年）4月　ファーストキャビンのフランチャイズとなる「ファーストキャビン御堂筋難波」開業
- 2013年（平成25年）6月　舞鶴若狭自動車道西紀サービスエリア(下り線)運営開始
- 2013年（平成25年）11月　謎解き常設イベント「時解tokitoki ～escape cafe」オープン
- 2018年（平成30年）3月　宝塚北サービスエリア開業
- 2021年（令和3年）3月　西紀サービスエリア(上り線)運営開始、「ホテル天平ならまち」オープン
- 2021年（令和3年）4月　「ファーストキャビン関西空港」運営開始

## 店舗一覧
営業店舗については、公式サイトの店舗案内を参照のこと。
- 四海樓 本店
- 四海樓 air店
- スロットシアター四海樓
- 四海樓 梅田店
- 四海樓 HEP FIVE店
- 四海樓 江坂店
- 四海樓 九条店
- 四海樓 アタリヤ店

### 過去の店舗
- スロットギャラリー四海樓
- 四海樓 法善寺店
- 四海樓 おくちょー店
- 四海樓 ジンラミィ店
- 四海樓 アネックス
- 四海樓 ペアスタイル
- スロットステージ四海樓
- 四海樓 シルバー店
- 四海樓 昭和町店

## パチンコ店以外の事業
- 難波御堂筋ビル
  - ファーストキャビン御堂筋難波
  - カフェ・ド・ラ・ペ
  - 光明健康倶楽部
  - 難波御堂筋ホール
- attic
- ホテル天平ならまち
  - Terrace the Tsunagu
- 踊りだこ
- 宝塚北サービスエリア
- 西紀サービスエリア（上り線・下り線）
- ファーストキャビン関西空港 - 元は同名の企業であるファーストキャビン関西空港が運営していたが、2020年11月に同社が破産手続きを開始し[2]、2021年5月に当社が運営を引き継いだ[3]。
- 時解～tokitoki eScape café～

## グループ会社
- 光明株式会社
- 光明興業株式会社
- 光栄商事株式会社
- 株式会社アイダン
- 株式会社四海樓
- 株式会社ダンシン
- 株式会社周和糧
- 株式会社ＳＴＥＰ
- 光明娯楽事業（昆山）有限公司